# Uranio-232
El uranio-232 (232U) es un isótopo del uranio. Tiene una vida media de unos 69 años y es un subproducto del ciclo del torio. Se lo ha citado como un obstáculo a la proliferación nuclear utilizando 233U como material fisible, porque la intensa radiación gamma emitida por 208Tl (un descendiente del 232U, producido con relativa rapidez) hace que el 233U contaminado con él sea más difícil de manipular.

Cadena de desintegración de ^{232}U

La producción de 233U (a través de la irradiación neutrónica del 232Th) produce invariablemente pequeñas cantidades de 232U como impureza, debido a reacciones parásitas (n,2n) en el propio uranio-233, en el protactinio-233 o en el torio-232:
232Th (n,γ) 233Th (β−) 233Pa (β−) 233U (n,2n) 232U
232Th (n,γ) 233Th (β−) 233Pa (n,2n) 232Pa (β−) 232U
232Th (n,2n) 231Th (β−) 231Pa (n,γ) 232Pa (β−) 232U

Otra vía implica la reacción de captura de neutrones en pequeñas cantidades de torio-230, que es una fracción minúscula del torio natural presente debido a la desintegración del uranio-238:
230Th (n,γ) 231Th (β−) 231Pa (n,γ) 232Pa (β−) 232U

La cadena de desintegración del 232U produce rápidamente fuertes emisores de radiación gamma:
232U (α, 68.9 años)
228Th (α, 1.9 años)
224Ra (α, 3.6 días, 0.24 MeV) (a partir de este punto la cadena de desintegración es similar a la de 232Th; este elemento es mucho menos peligroso por su larga vida media de aproximadamente 14-15 billones de años)
220Rn (α, 55 s, 0.54 MeV)
216Po (α, 0.15 s)
212Pb (β−, 10.64 h)
212Bi (α, 61 min, 0.78 MeV)
208Tl (β−, 3 min, 2.6 MeV)
208Pb (estable)
Esto hace que la manipulación manual en una caja de guantes con solo una protección ligera (como se hace comúnmente con el plutonio) sea demasiado peligrosa (excepto posiblemente en un corto período inmediatamente después de la separación química del uranio de sus productos de desintegración) y en cambio requiera manipulación remota para la fabricación de combustible.
Inusualmente para un isótopo con un número de masa par, 232U tiene una sección transversal de absorción de neutrones significativa para la fisión (neutrones térmicos 75 barns (b), integral de resonancia 380 b) así como para la captura de neutrones (neutrones térmicos 73 b, integral de resonancia 280 b).